# Mitko Trendafilov
Mitko Trendafilov Ivanov (in bulgaro Митко Трендафилов Иванов?; Dimitrovgrad, 25 dicembre 1969) è un ex calciatore bulgaro, di ruolo centrocampista.